# Scutellaria wrightii
Scutellaria wrightii är en kransblommig växtart som beskrevs av Asa Gray. Scutellaria wrightii ingår i Frossörtssläktet som ingår i familjen kransblommiga växter. Inga underarter finns listade i Catalogue of Life.